# 2018-as angol labdarúgókupa-döntő
A 2018-as angol labdarúgókupa-döntő volt a 137. döntő a világ legrégebbi labdarúgó-versenyének, az FA-kupának a történetében. A mérkőzést a Wembley Stadionban, Londonban rendezték 2018. május 19-én. A két résztvevő a Chelsea és a Manchester United csapata. A Chelsea egymás utáni második döntőjére készült, miután a 2017-ben vereséget szenvedett az Arsenaltól. A 2007-es döntőben is ez a két csapat játszott egymással. Az volt az első kupadöntő az új Wembley Stadionban, akkor a Chelsea nyert 1-0 arányban. A győztes kvalifikálta magát a 2018–2019-es Európa-liga csoportkörébe.
Ez a két csapat közti harmadik kupadöntő, a 2007-es döntőt megelőzően — José Mourinho akkor még a londoniak kispadján ült — 1994-ben mérkőztek meg. Azt a találkozót a Manchester United nyerte 4-0-ra.
A találkozót a Chelsea nyerte meg Eden Hazard tizenegyesből szerzett góljával, ezzel jogot szerzett a 2018-as angol labdarúgó-szuperkupa-mérkőzésen való részvételre. 2018. április 24-én bejelentették, hogy Michael Oliver lesz a játékvezető, valamint, hogy alkalmazni fogják a videóasszisztenst. Érdekesség, hogy Vilmos cambridge-i herceg rendszeres résztvevője a kupadöntőknek, általában a trófeát is ő adja át a győztesnek, azonban ezen a napon tartotta esküvőjét testvére, Henrik brit királyi herceg és Meghan Markle, így ezúttal távol maradt az eseménytől.
2018 május 15-én bejelentették, hogy a trófeát Jackie Wilkins, a korábbi Manchester United és a Chelsea játékos, az alig több, mint egy hónappal a döntő előtt elhunyt Ray Wilkins özvegye adja át.

## Út a döntőbe

### Chelsea
A Chelsea, mint Premier League-csapat, a kupa harmadik fordulóján, 2018. január 7-én a Carrow Roadon, a Norwich City ellen kezdte a kupaküzdelmeket. Az első mérkőzés 0-0-s döntetlenje után tizenegy nap múltán fordított pályaválasztói joggal újabb döntetlent játszott a két csapat, ezúttal 1-1 lett az eredmény. A büntetőpárbajt 5-3-ra a londoniak nyerték. A negyedik fordulóban a Newcastle United ellen a Stamford Bridge stadionban 3-0-ra nyertek a hazaiak Batshuayi és a Marcos Alonso két góljával. Az ötödik fordulóban a Chelsea a Hull City csapatával találkozott, és Willian duplájával, valamint Pedro és Olivier Giroud góljaival 4-0-ra győzött. A negyeddöntőben a King Power stadionba látogattak, a Leicester Cityvel mérkőztek a továbbjutásért. Álvaro Morata és Jamie Vardy góljaival sokáig döntetlenre állt a találkozó, de Pedro csereként beállva megszerezte a győztes gólt. Az elődöntőben a Southampton volt az ellenfél, de Giroud és Morata góljaival a Chelsea magabiztosan jutott a döntőbe.
| Forduló                                                                            | Ellenfél                          | Véderedmény             |
| ---------------------------------------------------------------------------------- | --------------------------------- | ----------------------- |
| 3rd Replay                                                                         | Norwich City (A) Norwich City (H) | 0–0 1–1 (hu.) 5–3 (ti.) |
| 4. forduló                                                                         | Newcastle United (H)              | 3–0                     |
| 5. forduló                                                                         | Hull City (H)                     | 4–0                     |
| Negyeddöntő                                                                        | Leicester City (V)                | 2–1 (hu.)               |
| Elődöntő                                                                           | Southampton (S)                   | 2–0                     |
| Jelmagyarázat: (H) = Hazai pálya; (V) = Idegenbeli mérkőzés; (S) = Semleges pálya. |                                   |                         |

### Manchester United
A Manchester United, mint Premier League-szereplő, szintén a harmadik körben kapcsolódott be a kupaküzdelmekbe. Hazai pályán fogadták a Derby County csapatát, és Jesse Lingard valamint Romelu Lukaku góljával 2-0-ra megnyerték a találkozót. A következő fordulóban a Yeovil Town volt az ellenfél, és a harmadosztályú csapat ellen idegenben győzött 4-0 arányban a United Marcus Rashford, Ander Herrera, Jesse Lingard és Lukaku góljaival. Az ötödik fordulóban a Manchester United a szintén Premier League-ben szereplő Huddersfield Town csapatával mérkőzött meg. A Kirklees Stadionban Romelu Lukaku duplázott, a vendégcsapat pedig 2–0-ra győzött. A negyeddöntőben ugyanilyen arányban sikerült legyőzni a szintén első osztályú Brighton & Hove Albion csapatát Lukaku és Nemanja Matić góljaival. Az elődöntőben, immár a Wembley Stadionban a Tottenham Hotspur volt a manchesteriek ellenfele. Ugyan a találkozó elején hátrányba kerültek, de Alexis Sánchez és Herrera góljaival megfordították a mérkőzést és 2-1-es győzelemmel jutottak a döntőbe.
| Forduló                                                                               | Ellenfél                   | Végeredmény |
| ------------------------------------------------------------------------------------- | -------------------------- | ----------- |
| 3. forduló                                                                            | Derby County (H)           | 2–0         |
| 4. forduló                                                                            | Yeovil Town (V)            | 4–0         |
| 5. forduló                                                                            | Huddersfield Town (V)      | 2–0         |
| Negyeddöntő                                                                           | Brighton & Hove Albion (H) | 2–0         |
| Elődöntő                                                                              | Tottenham Hotspur (S)      | 2–1         |
| Jelmagyarázat: (H) = Hazai pálya; (V) = Idegenbeli mérkőzés; (S) = Semleges helyszín. |                            |             |

## A döntő előzményei
A korábbi Chelsea és Manchester United középpályása, Ray Wilkins április 4-én hunyt el, tiszteletére megemlékezést tartottak a találkozó előtt. Wilkins mindkét csapattal nyert angol Fa-kupát; a United játékosaként 1983-ban, a Chelsea menedzser asszisztenseként pedig 2000-ben, 2009-ben és 2010-ben.
A himnuszt tradicionálisan a " Királyi légierő " kórusának és  Emily Haig szoprán énekes előadásában hallgathatták a döntő előtt a résztvevők és a jelenlévők.

## A mérkőzés játékvezetője
A mérkőzés játékvezetője a Northumberland megyéből származó 33 éves Michael Oliver volt. Korábban vezetett már a két csapatnak mérkőzést, az előző kupaszezonban a negyeddöntőben kiállította Ander Herrerát a két csapat mérkőzésén. Asszisztensei Ian Hussin Liverpoolból és Lee Bets Norfolkból voltak. A negyedik játékvezető Lee Mason, az ötödik játékvezető pedig Constantine Hatzidakis volt. A találkozón használták a videóasszisztenst.

## A mérkőzés
21 perc elteltével a Chelsea támadója, Eden Hazard betört a büntetőterületre, ahol Phil Jones csak szabálytalanul tudta szerelni. A megítélt tizenegyest a sértett váltotta gólra.

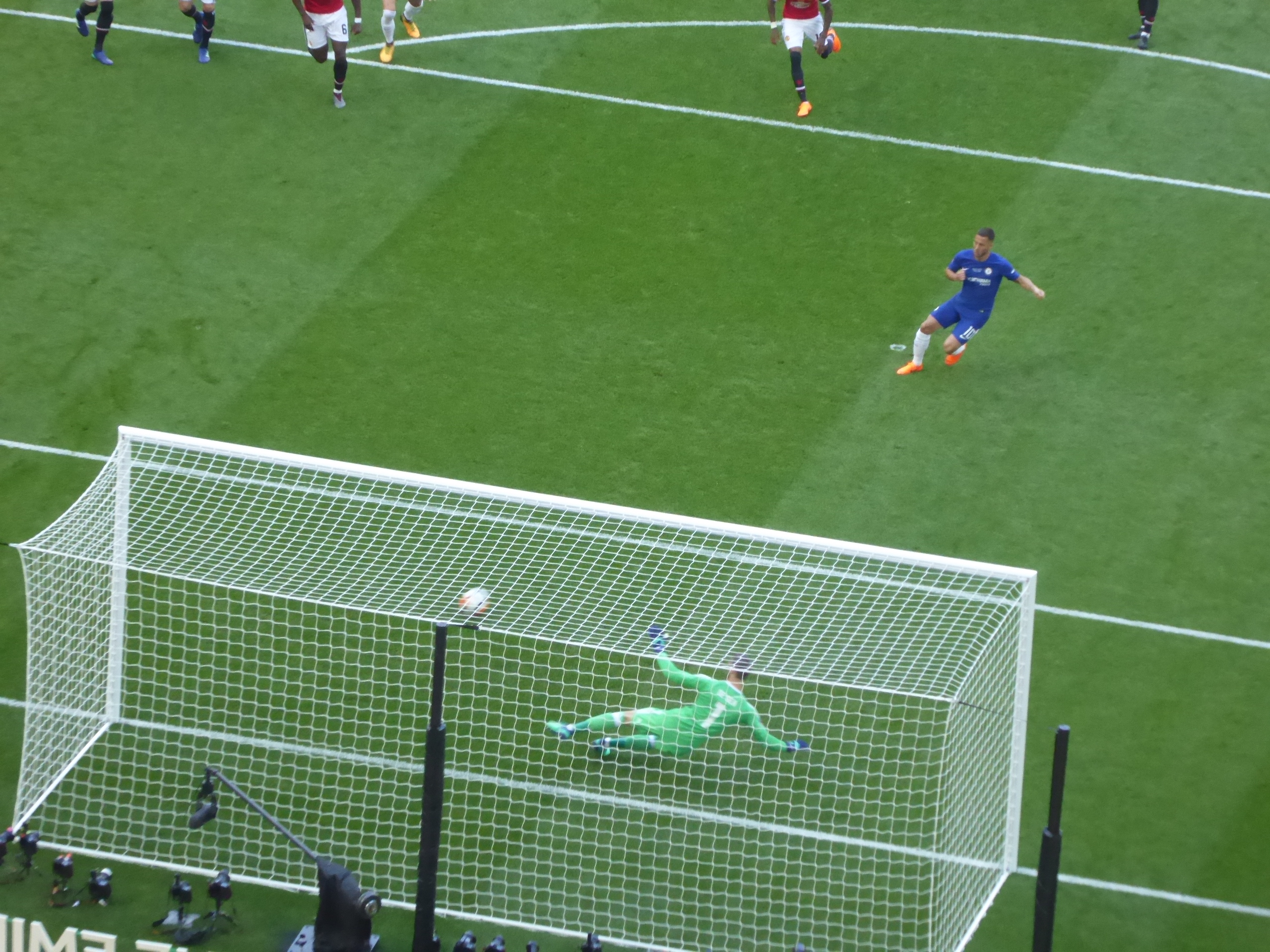
Hazard első félidei büntetője volt az egyetlen gól a meccsen

A második félidőben a Manchester Unitednek több esélye volt az egyenlítésre, de nem tudták a több védést is bemutató Thibaut Courtois kapujába juttatni a labdát. Alexis Sánchez gólját kezezés miatt a VAR segítségével érvénytelenítették.
Ez volt az első alkalom, hogy José Mourinho angol kupadöntőt veszített, immáron a hetedik ilyen találkozóján. Antonio Conte ezzel szemben az első országos kupáját nyerte aktuális csapatával, miután az előző évi Fa-kupa-döntőt és a 2012-es Coppa Italia-döntőt is elveszítette, utóbbit a Juventus vezetőedzőjeként.
Phil McNulty, a BBC Sport tudósítója a Chelsea játékosok közül kiemelte Hazard, Courtois, N’Golo Kanté, Gary Cahill és Antonio Rüdiger teljesítményét, miközben bírálta a Manchester United védelmében Jonest, valamint Sánchez és Pogba gyenge produktumát.

### Összefoglaló
| 2018. május 19. 17:30 CEST |

| Chelsea           | 1–0               | Manchester United |
| ----------------- | ----------------- | ----------------- |
| Hazard 22' (bün.) | (1–0) Jegyzőkönyv |                   |

| Wembley Stadion, London Nézőszám: 87 647 Játékvezető: Michael Oliver |

| Chelsea | Manchester United |

| GK            | 13 | Thibaut Courtois  | 90+3' |       |
| CB            | 28 | César Azpilicueta |       |       |
| CB            | 24 | Gary Cahill (c)   |       |       |
| CB            | 2  | Antonio Rüdiger   |       |       |
| RM            | 15 | Victor Moses      |       |       |
| CM            | 14 | Tiemoué Bakayoko  |       |       |
| CM            | 7  | N’Golo Kanté      |       |       |
| CM            | 4  | Cesc Fàbregas     |       |       |
| LM            | 3  | Marcos Alonso     |       |       |
| CF            | 10 | Eden Hazard       |       | 90+1' |
| CF            | 18 | Olivier Giroud    |       | 89'   |
| Cserék:       |    |                   |       |       |
| GK            | 1  | Willy Caballero   |       |       |
| DF            | 21 | Davide Zappacosta |       |       |
| DF            | 50 | Trevoh Chalobah   |       |       |
| MF            | 8  | Ross Barkley      |       |       |
| MF            | 11 | Pedro             |       |       |
| MF            | 22 | Willian           |       | 90+1' |
| FW            | 9  | Álvaro Morata     |       | 89'   |
| Menedzser:    |    |                   |       |       |
| Antonio Conte |    |                   |       |       |

| GK            | 1  | David de Gea         |     |     |
| RB            | 25 | Antonio Valencia (c) | 58' |     |
| CB            | 12 | Chris Smalling       |     |     |
| CB            | 4  | Phil Jones           | 21' | 87' |
| LB            | 18 | Ashley Young         |     |     |
| CM            | 21 | Ander Herrera        |     |     |
| CM            | 31 | Nemanja Matić        |     |     |
| CM            | 6  | Paul Pogba           |     |     |
| RF            | 14 | Jesse Lingard        |     | 73' |
| CF            | 19 | Marcus Rashford      |     | 73' |
| LF            | 7  | Alexis Sánchez       |     |     |
| Cserék:       |    |                      |     |     |
| GK            | 20 | Sergio Romero        |     |     |
| DF            | 3  | Eric Bailly          |     |     |
| DF            | 36 | Matteo Darmian       |     |     |
| MF            | 8  | Juan Mata            |     | 87' |
| MF            | 39 | Scott McTominay      |     |     |
| FW            | 9  | Romelu Lukaku        |     | 73' |
| FW            | 11 | Anthony Martial      |     | 73' |
| Menedzser:    |    |                      |     |     |
| José Mourinho |    |                      |     |     |

Szabályok
- 90 perc játékidő.
- 30 perc hosszabbítás döntetlen esetén.
- Amennyiben ekkor is döntetlen az állás, tizenegyesek következnek.
- Hét cserejátékos nevezhető.
- Maximum három cserelehetőség, hosszabbítás esetén egy plusz cserére van lehetőség.